# Vexille
Vexille (ベクシル 2077日本鎖国 Bekushiru 2077 Nihon sakoku, literalmente Vexille; 2077 Aislamiento Japonés) es un filme japonés de anime CGI del 2007, escrito, dirigido y editado por el afamado director Fumihiko Sori y se acompaña de las voces de Meisa Kuroki, Yasuko Matsuyuki y Shosuke Tanihara.

## Historia
En la década de 2060, la tecnología robótica ha avanzado al punto en que la cibernética se ha vuelto realidad. La opinión mundial comienza a oponerse a este tipo de robótica, liderada por las Naciones Unidas, declarando una prohibición unilateral para llevar a cabo estudios y desarrollos de cualquier tipo en el año 2067. Japón, hogar de la empresa pionera ‘’Daiwa Heavy Industries’’, protesta fuertemente contra esta medida, pero no es capaz de detener su puesta en marcha.
En protesta, Japón se retira de la política internacional. Todos los extranjeros son deportados y cualquier inmigración posterior está prohibida. Aunado a esto, la red conocida como R.A.C.E. es construida (Una serie de 270 instalaciones en el mar que cubren a Japón con un campo de energía que distorsiona completamente el espectro electromagnético, anulando toda comunicación entre éste y el mundo exterior, haciendo inclusive la vigilancia por satélite imposible. El tratado continua, pero aun con todos los intentos y propósitos, Japón se desvanece de la escena mundial.
2077: Una serie de bizarros incidentes conducen a la agencia estadounidense de policía tecnológica SWORD a creer que Japón ha utilizado la red R.A.C.E. para encubrir un extensivo desarrollo de tecnologías prohibidas. Es así que realizan una misión en un esquema independiente de infiltración en Japón, para poder determinar la frecuencia de la distorsión de la red, tratando de conseguir información de inteligencia. Entre los elegidos para esta misión se encuentra la agente veterano llamada Vexille. 
A pesar de su exitosa entrada en Japón, son detectados por las fuerzas de seguridad antes de tener tiempo suficiente para transmitir la señal de lectura. Vexille es el único agente que logra evadir la captura, y únicamente su querido León sobrevive, siendo retenido en las oficinas centrales de Daiwa, en una isla artificial en el mar de Tokio.

## Música
La banda sonora original y la música de la película presentan géneros como el tecno, el urumee melam y el trance. Grupos como Basement Jaxx, Boom Boom Satellites, Asian Dub Foundation, Dead Can Dance, Carl Craig, The Prodigy, Dj Shadow, M.I.A y Paul Oakenfold componen la banda sonora del filme. 